# Lorut
Lorut (en arménien Լորուտ ) est une communauté rurale du marz de Lorri en Arménie. En 2008, elle compte 1 037 habitants.